# Праяно
Прая́но (итал. Praiano) — коммуна в Италии, располагается в регионе Кампания, в провинции Салерно.
Население составляет 1911 человек (на 2001 год), плотность населения составляет 956 чел./км². Занимает площадь 2 км². Почтовый индекс — 84010. Телефонный код — 089.
В коммуне 25 марта особо празднуется Благовещение Пресвятой Богородицы. Покровителями коммуны почитаются святой апостол Лука, празднование 18 октября, и святой Януарий, празднование 19 сентября, а также в первое воскресение мая и в первое воскресение июля.